# جورج برادبري
جورج برادبري (بالإنجليزية: George Bradbury)‏ هو محامي وسياسي أمريكي، ولد في 10 أكتوبر 1770 في فالموث في الولايات المتحدة، وتوفي في 7 نوفمبر 1823 في بورتلاند في الولايات المتحدة. حزبياً، نشط في الحزب الفيدرالي الأمريكي. وقد انتخب عضو مجلس ولاية مين وانتخب عضو مجلس النواب الأمريكي.